# Hibbing
Hibbing er en by i den amerikanske delstat Minnesota, der ligger i det nordligste USA og grænser til Canada. Ved en folketælling i 2010 havde byen 16.361 indbyggere. Den blev bygget oven på en rig jernåre som er en del af Mesabi Range.